# Conseil départemental de l'Ain
Le conseil départemental de l'Ain est l'assemblée délibérante du département français de l'Ain, collectivité territoriale décentralisée. Composé de 46 conseillers, il succède en 2015 au conseil général, institué en 1800. Son siège se trouve à Bourg-en-Bresse.

## Histoire
- Créé en 1790, le département de l'Ain est tout d'abord dirigé par un conseil général, puis par un directoire de 1793 à 1800, date à laquelle est de nouveau institué un conseil général.
- À partir de 1833, chaque canton est représenté par un conseiller général élu (au suffrage censitaire de 1833 à 1848, puis au suffrage universel masculin de 1848 à 1940, et enfin au suffrage universel à partir de 1945).
- En 1940, les conseils généraux sont suspendus par la loi du 11 octobre 1940 [1].
- Dans un premier temps, le Gouvernement de Vichy institue une commission administrative départementale, présidée par le préfet, composée de huit membres[2].
- En décembre 1942, à la suite de la loi du 7 août 1942, est créé un conseil départemental, nommé par le gouvernement. Il est composé de vingt-quatre membres. Son bureau est constitué ainsi : Président : Pierre de Monicault, maire de Versailleux - Vice-Président : Pierre Duverger, conseiller général du canton de Villars-les-Dombes - Secrétaires : Dominique Falconnet, conseiller général du canton de Thoissey, Maxime Nicolas, maire de Belmont et Théodore Tillier, conseiller d'arrondissement du canton d'Ambérieu-en-Bugey[3].
- En 1973, trois nouveaux cantons sont créés en divisant le canton de Bourg-en-Bresse.
- En 1982, quatre nouveaux cantons sont créés, puis trois en 1985.
- À compter de 1985, l'Ain comprend 43 cantons, puis ce nombre est réduit à 23 en 2015.

## Fonction
Le Conseil départemental de l'Ain œuvre dans principalement dans quatre fonctions : 
- la solidarité ;
- la qualité de vie ;
- le développement des territoires ;
- l'égalité des chances.

Dans le cadre de sa politique jeunesse, le Conseil départemental de l'Ain a créé en 2008 le conseil Général Jeunes de l'Ain.

## Élus

### Les présidents
| Période                      | Période                      | Identité                                | Étiquette                         | Étiquette                         |                                   |
| Président du conseil général | Président du conseil général | Président du conseil général            | Président du conseil général      | Président du conseil général      |                                   |
| ---------------------------- | ---------------------------- | --------------------------------------- | --------------------------------- | --------------------------------- | --------------------------------- |
|                              |                              | Étienne Vincent de Sédillot de Fontaine |                                   |                                   |                                   |
|                              |                              | Jean-Marie Valentin-Duplantier          |                                   |                                   |                                   |
| 1822                         | 1851                         | Jean-Jacques Durand de Chiloup          |                                   | Monarchiste                       |                                   |
| 1851                         | 1861                         | Marc-Antoine-César Yon de Jonage        |                                   | Bonapartiste                      |                                   |
| 1861                         | 1871                         | César de La Ferrière                    |                                   | Bonapartiste                      |                                   |
| 1871                         | 1883                         | Henri Germain                           |                                   | Républicain modéré                |                                   |
| 1883                         | 1889                         | Jean Mercier                            |                                   | Républicain modéré                |                                   |
| 1889                         | 1892                         | Étienne Goujon                          |                                   | Républicain modéré                |                                   |
| 1892                         | 1909                         | Joseph Pochon                           |                                   | Républicain radical, PRRRS        |                                   |
| 1909                         | 1923                         | Alexandre Bérard                        |                                   | PRRRS                             |                                   |
| 1923                         | 1929                         | Eugène Chanal                           |                                   | PRRRS                             |                                   |
| 1929                         | 1930                         | Ernest Crépel                           |                                   | PRRRS                             |                                   |
| 1930                         | 1940                         | Albert Fouilloux                        |                                   | PRRRS                             |                                   |
| 1940                         | 1945                         | Vacant (Conseil général suspendu)       | Vacant (Conseil général suspendu) | Vacant (Conseil général suspendu) | Vacant (Conseil général suspendu) |
| 1945                         | 1949                         | Edmond Blanc                            |                                   | SFIO                              |                                   |
| 1949                         | 1976                         | Jean Saint-Cyr                          |                                   | PRV, MRGS, MRG                    |                                   |
| 1976                         | 1984                         | Roland Ruet                             |                                   | FNRI, UDF-PR                      |                                   |
| 1984                         | 1992                         | Jacques Boyon                           |                                   | RPR                               |                                   |
| 1992                         | 2004                         | Jean Pépin                              |                                   | UDF-PR, DL, UMP                   |                                   |
| 2004                         | 2008                         | Charles de La Verpillière               |                                   | UMP                               |                                   |
| 2008                         | 2015                         | Rachel Mazuir                           |                                   | PS                                |                                   |
| 2015                         | 2017                         | Damien Abad                             |                                   | UMP, LR                           |                                   |
| 2017                         | en cours                     | Jean Deguerry                           |                                   | LR                                |                                   |

### Les vice-présidents
Depuis Juillet 2021 :
| N°  | Nom                      | Délégations                                                                                            |
| --- | ------------------------ | --- |
| 1re | Martine Tabouret         | Autonomie (personnes âgées et personnes handicapées), enfance et famille                               |
| 2e  | Jean-Yves Flochon        | Agriculture, préservation de la biodiversité et des ressources (eau, air, sol, forêt) et environnement |
| 3e  | Véronique Baude          | Jeunesse, collèges, éducation et enseignement supérieur                                                |
| 4e  | Pierre Lurin             | Finances, bâtiments et moyens généraux                                                                 |
| 5e  | Hélène Cedileau          | Ressources humaines et sports                                                                          |
| 6e  | Clotilde Fournier        | Insertion, emploi, habitat et logement                                                                 |
| 7e  | Guy Billoudet            | Routes et mobilités                                                                                    |
| 8e  | Marie-Christine Chapel   | Tourisme, patrimoine et culture                                                                        |
| 9e  | Charles de la Verpillère | Contractualisation et aménagement du territoire                                                        |
| 10e | Damien Abad              | Démographie médicale et santé                                                                          |
| 11e | Jean-Pierre Gaitet       | Sécurité                                                                                               |
| 12e | Philippe Emin            | Moyenne montagne de l'Ain                                                                              |

### Les conseillers départementaux
Le conseil départemental de l'Ain comprend 46 conseillers départementaux issus des 23 cantons de l'Ain.
| Parti                                | Sigle | Sigle | Élus | Groupes                                  |
| ------------------------------------ | ----- | ----- | ---- | ---------------------------------------- |
| Majorité (42 sièges)                 |       |       |      |                                          |
| Les Républicains                     |       | LR    | 22   | L'Ain de toutes nos forces               |
| Divers droite                        |       | DVD   | 14   | L'Ain de toutes nos forces               |
| Union des démocrates et indépendants |       | UDI   | 6    | L'Ain de toutes nos forces               |
| Opposition (4 sièges)                |       |       |      |                                          |
| Parti socialiste                     |       | PS    | 3    | L'Ain pour tous - écologie et solidarité |
| Divers gauche                        |       | DVG   | 1    | L'Ain pour tous - écologie et solidarité |
| Président du Conseil départemental   |       |       |      |                                          |
| Jean Deguerry (LR)                   |       |       |      |                                          |

## Budget
Le conseil départemental de l'Ain a en 2011 un budget de 583,58 millions d'euros contre 568 en 2010.
Parmi ces 583,58 millions d'euros :
- 159,20 M€ pour l'investissement ;
- 424,39 M€ pour le fonctionnement ;
- 218 M€ au profit de la solidarité dans le département ;
- 214 M€ pour les moyens de services ;
- 94 M€ servent au développement des territoires ;
- 60 M€ sont mis à disposition afin de préserver la qualité de vie ;
- 59 M€ pour œuvrer pour l'égalité des chances.

## Conseil départemental jeunes
Le conseil départemental jeunes a été créé en 2008 dans le cadre de la politique jeunesse de Conseil départemental. Il rassemble 48 jeunes élus répartis en trois commissions : 
- cadre de vie ;
- solidarité ;
- loisirs.

Ces jeunes élus se réunissent une fois par mois au Conseil départemental dans leurs commissions respectives afin de réaliser un projet auquel ils auront préalablement réfléchis. Ils disposent pour cela de 3 000 € (pour chaque commission) fournis par le Conseil départemental. En outre ils se réunissent aussi en dehors de leurs réunions de commissions par exemple au Parc des oiseaux (en mai 2012) ou lors de la visite de Paris (en octobre 2012) où ils ont visité l'Assemblée nationale et le Sénat.

## Identité visuelle (logo)

Logo de l'Ain (conseil général) jusqu'à avril 2015.
Logo de l'Ain (conseil départemental) d'avril à mai 2015.
Logo de l'Ain (conseil départemental) de mai 2015 à janvier 2018.
Logo de l'Ain (conseil départemental) depuis janvier 2018.